# Pleurodema diplolister
Pleurodema diplolister es una especie de anfibio anuro de la familia Leptodactylidae. Se encuentra en Brasil. 